# Ruské dezinformace
Dezinformace jsou záměrně šířené nepravdivé informace, často je však nepravdivá jen jedna, obvykle velmi malá, část celého sdělení. Ruské dezinformace a dezinformační kampaně jsou vytvářeny subjekty, které jsou přímo nebo nepřímo ovládány nejvyššími orgány a představiteli Ruské federace. Často využívají vnitřní sociální problémy v cizích státech k podkopání důvěry lidí a šíření konspiračních teorií. Ruské dezinformační kampaně zasáhly řadu zemí. V několika afrických zemích například paralelně s působením Wagnerovy skupiny proběhly dezinformační kampaně řízené Jevgenijem Prigožinem na podporu lokálních elit a ruských zájmů (například vakcíny Sputnik V). Rusko sice využívání dezinformací k ovlivňování veřejného mínění popírá, informační válka je však součástí ruské vojenské doktríny.
Ruské kampaně se obvykle snaží narušit domácí politiku v cílových státech, zejména v Evropě a USA ve snaze oslabit Západ a jeho podporu Ukrajině. Rusko se dlouhodobě prezentuje jako bojovník proti „západnímu imperialismu“ a snaží se posunout rovnováhu moci ve světě na svou stranu. V USA například jsou ruské dezinformační kampaně zaměřeny na podporu amerického izolacionismu, obav o bezpečnost hranic a rasové napětí.

## Pozadí
V dobách studené války používal Sovětský svaz propagandu a dezinformace jako „ aktivní opatření … proti obyvatelstvu západních států“. :s.51Během vlády Borise Jelcina, prvního ruského prezidenta po rozpadu Sovětského svazu, se v ruských médiích a mezi ruskými politiky diskutovalo o „dezinformacích“ obvykle v souvislosti se sovětskou érou pro odlišení Borise Jelcina a nového Ruska od jejich sovětských předchůdců.
 
```
Zvláště důležité je zasít geopolitický zmatek do domácí americké reality, posilovat všechny druhy separatismu, různé etnické, sociální a rasové konflikty, aktivně podporovat všechna disidentská hnutí, extremistické, rasistické, sektářské skupiny, které destabilizují vnitřní politické procesy v
 
USA. Zároveň má smysl podporovat izolacionistické tendence v
 
americké politice, teze těch (často pravicově republikánských) kruhů, které se domnívají, že Spojené státy by se měly omezit na své vnitřní problémy.
Alexandr Dugin
, Základy geopolitiky (1997)
[
18
]
```

V post-Jelcinovské éře se dezinformace staly důležitou součástí vojenské doktríny Ruska. Za vlády Vladimira Putina se jejich používání zvýšilo, zejména po ruské invazi do Gruzie v roce 2008. Tento styl dezinformační propagandy lze popsat jako lavina lží, kvůli vysokému počtu kanálů a ochotě šířit přímé nepravdy až do bodu nekonzistence. Od dezinformačních praktik sovětské éry se liší používáním internetu, amatérské žurnalistiky a sociálních médií.

## Odhalování ruských dezinformací
V ruském kontextu se termín dezinformace často používá k zahrnutí řady dalších konceptů: „strategický podvod“, „aktivní opatření“, informační operace, psychologické operace, zatajování a popření. Evropská unie, USA i NATO zřídily speciální instituce, které mají odhalovat a analyzovat dezinformace.
Zdrojem dezinformací může být cokoli od internetových trollů po propagandu a dezinformace šířené mediálními společnostmi jako RT a Sputnik, které byly vytvořeny, aby se zaměřily na západní publikum a fungovaly podle západních standardů. Zejména RT má tendenci házet vinu za veškeré problémy na západní státy. Ruská televize RT (dříve známá jako Russia Today) a zpravodajská agentura Sputnik jsou státem podporovaná média.
Pro běžného uživatele je téměř nemožné rozeznat dezinformaci, s výjimkou případů, kdy jde o zjevnou nepravdu.
NATO založilo v roce 2014 v Lotyšsku Strategic Communications Centre of Excellence (NATO StratCom COE), které má reagovat na dezinformace. K původním 7 státům se postupně do roku 2024 přidalo dalších 9, Francie a Austrálie zahájily proces přistoupení. Česko členem není.
EU vytvořila na základě dohody hlav států a vlád z března 2015 East Stratcom Task Force v rámci Evropské služby pro vnější činnost. Ta na svých webových stránkách „EU vs Disinfo“ zveřejňuje týdenní přehledy nejnovějších dezinformací, rozhovory, analýzy a další články. Jednotlivé dezinformace jsou podrobněji rozvedeny v databázi dezinformací, kde je k nim podáno i vysvětlení. Databáze k polovině listopadu 2024 obsahovala asi 18 000 položek.
Vláda USA zřídila v roce 2016 v rámci ministerstva zahraničí USA agenturu Global Engagement Center (GEC), která má čelit zahraničním dezinformacím.
EU podporuje výzkumné projekty zaměřené na odhalování ruských dezinformací a boj proti nim, zejména v souvislosti s ruskou válkou proti Ukrajině. Počet dosud podpořených projektů se blíží stovce, jsou zaměřeny mimo jiné na různé způsoby rozpoznávání dezinformací, nejnověji včetně využití umělé inteligence.
Jedna studie například zkoumala, jak může inokulace posílit jednotlivce ruského původu žijící na Západě proti prokremelským dezinformacím. Studie zjistila, že němečtí občané ruského původu vystavení ruským médiím mají zvýšenou náchylnost k přijímání dezinformací. Ukázalo se však, že inokulace zlepšuje schopnost rozpoznat a vnímat dezinformace jako méně důvěryhodné, zvyšuje vnímání ruské odpovědnosti za válku a posiluje solidaritu s Ukrajinou.
Česká republika nemá jasnou strategii boje proti dezinformacím. Vláda Petra Fialy sice označila boj proti dezinformacím za jednu ze svých priorit a dokonce jmenovala zmocněnce pro boj proti nim, ale do roka jej odvolala a připravený akční plán opustila. Česko se ani nepodílí na fungování NATO StratCom COE v Lotyšsku.

## Sociální sítě a internet
Rusko prostřednictvím své armády trollů a robotů, které obvykle provozuje ruská agentura pro výzkum internetu (IRA), běžně využívá sociální sítě a další platformy (Facebook, X, Reddit nebo YouTube) k šíření dezinformací zhruba od roku 2010. Na konci roku 2017 Facebook odhadoval, že až 126 milionů jeho uživatelů vidělo na jeho platformě obsah z ruských dezinformačních kampaní. Twitter uvedl, že v roce 2016 identifikoval 36 000 ruských robotů, které šířily tweety související s volbami ve Spojených státech. Rusko využilo sociální sítě k destabilizaci bývalých sovětských států, jako je Ukrajina, a západních zemí, jako je Francie a Španělsko. Podle některých zdrojů od roku 2019 Ruskem sponzorované účty spravované trolly a roboty vytvořily nebo převzaly a od té doby provozují prominentní levicové i pravicové subreddity na Redditu, jako jsou antiwar, greenandpleasant a aboringdystopia, s cílem ovlivnit a vzájemně znepřátelit zejména Američany. 
Mediální platformy se pokoušejí omezit ruské dezinformace. V říjnu 2019 Facebook odstranil účty spojené s Jevgenijem Prigožinem, které byly používány k ovlivňování afrických politických záležitostí. Cameron Hudson, vedoucí pracovník Afrického centra při Atlantické radě, komentoval ruské dezinformační kampaně slovy, že cílem Ruska je, aby jeho přítomnost byla cítit stejně jako během studené války, ale s mnohem menšími investicemi.
V roce 2020 americké ministerstvo zahraničí identifikovalo několik „proxy webů“ využívaných ruskými státními aktéry „k vytváření a posilování falešných narativů“. Mezi tyto stránky patří Strategic Culture Foundation, New Eastern Outlook, krymská zpravodajská agentura NewsFront nebo SouthFront, což je web zaměřený na „vojenské nadšence, veterány a konspirační teoretiky“. 
Od 28. února 2022 Twitter přestal aktivně šířit tweety ruských státních médií. Šíření ruské propagandy to však neomezilo, protože omezení se nevztahovalo na účty ruských státních institucí a jednotlivých politiků. Twitterová síť více než 100 takových účtů koordinovaně sdílela příspěvky ostatních, čímž využívala algoritmy platformy, aby zvýšila návštěvnost a dosah jednotlivých účtů.
Twitter byl od června 2022 signatářem posíleného kodexu zásad boje proti dezinformacím. V květnu 2023 svou účast vypověděl. Již v únoru však své povinnosti neplnil, na rozdíl od ostatních signatářů neposkytl v základní zprávě požadovaná data.
V Česku sdružení CZ.NIC po zahájení ruské invaze do Ukrajiny zablokovalo po konzultaci s vládou a bezpečnostními službami několik webů, které šířily ruskou propagandu. Po třech měsících je však uvolnilo, protože neobdrželo slíbený příkaz. Zablokování webů bylo považováno za dočasné řešení, navíc byly stále v provozu, pouze přístup k nim byl komplikovanější, hledaly se však právní možnosti, jak je zcela zrušit.

## Agentura pro výzkum internetu

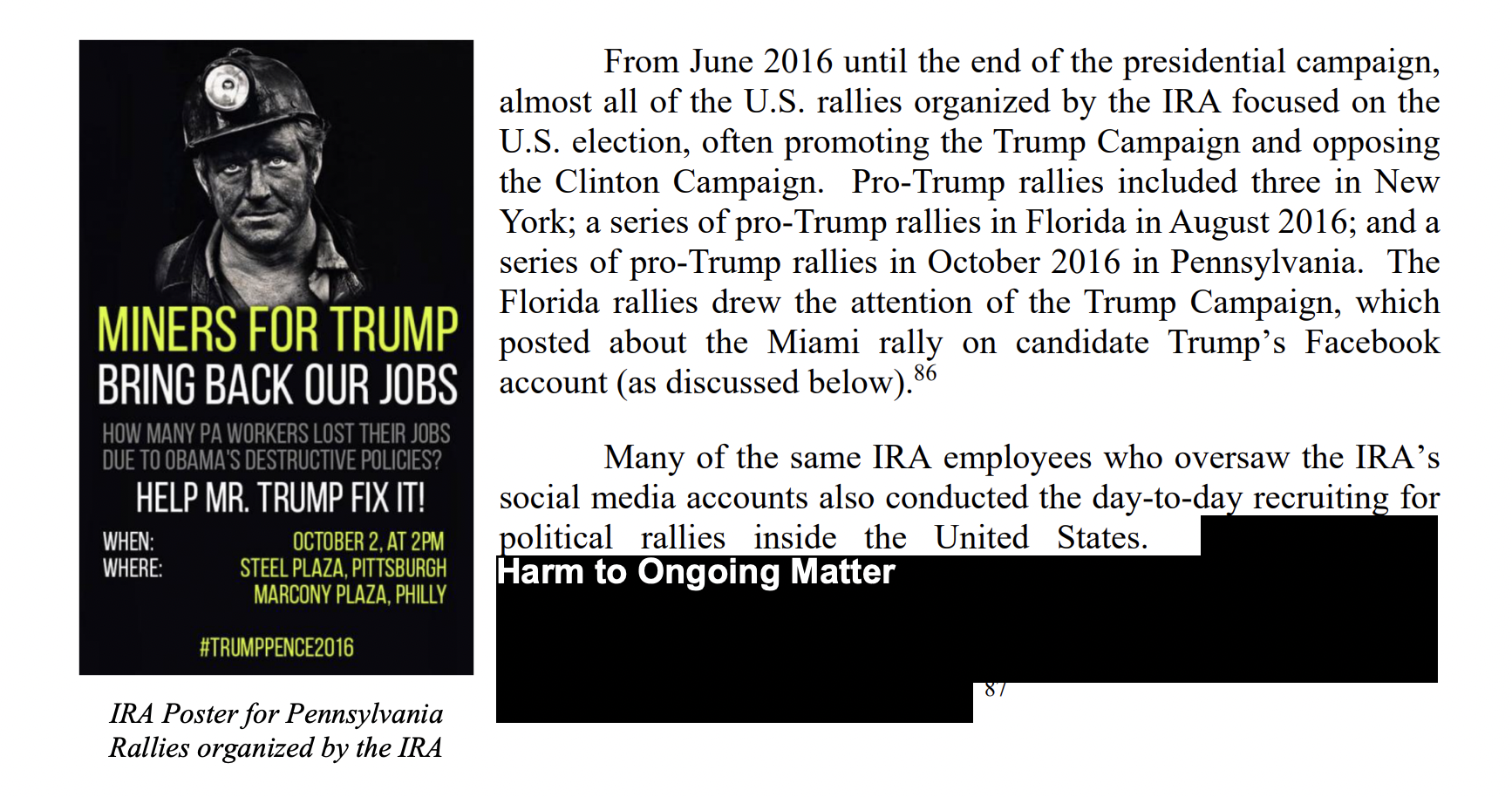
Plakát a text ze zprávy o demonstracích v roce 2016 pořádaných ruskou Agenturou pro výzkum internetu

Přestože se Vladimir Putin snažil ovládat televizní společnosti, zejména celostátní, neprojevoval zájem omezovat svobodu internetu. Mezi lety 2000 až 2012 zablokoval několik legislativních návrhů na regulaci internetu. Ke změně postoje jej pravděpodobně přiměly až masové protesty po volbách v roce 2011. Nejprve 24. dubna 2014 oznámil, že bude přijata řada zákonů omezujících svobodu projevu na internetu prostřednictvím cenzury; ty následně podepsal 5. května 2014 s účinností od 1. srpna 2014. 
K organizování protestů v letech 2011 až 2013, využívali jejich organizátoři (mimo jiné Pussy Riot, Anton Nossik a Alexej Navalnyj) sociální sítě (Facebook, Twitter a LiveJournal). Vysocí ruští představitelé, například tehdejší místopředseda vlády Vjačeslav Volodin, začali jejich aktivity sledovat pomocí systému Prizma (rusky Призма), který podle jeho autorů umožňoval „aktivně sledovat aktivity na sociálních sítích, které vedou ke zvýšenému sociálnímu napětí, výtržnostem, protestním náladám a extrémismu“. Systém sledoval více než 60 milionů diskuzích vláken na blozích a sociálních sítích demonstrantů a v reálném čase (se zpožděním několik minut) automaticky vyhodnocoval tón příspěvků. Systém sledování byl impulzem k založení Agentury pro výzkum internetu (Internet Research Agency – IRA), která však již do diskusí aktivně zasahovala.
V průběhu prezidentských voleb v USA v roce 2016 zveřejňovala reklamy na sociálních sítích. Později se ukázalo, že nešlo o ojedinělou aktivitu, ale o součást rozsáhlejší kampaně zaměřené na rozdělení americké společnosti vyvoláváním kulturního, politického a sociálního napětí. Dvanáct ze třinácti ruských státních příslušníků obžalovaných v souvislosti s ovlivňováním voleb byli zaměstnanci IRA, která sídlí v Petrohradě v Rusku.   Facebook v souvislosti s tím smazal stovky falešných účtů.
Před prezidentskými volbami v USA v roce 2020 a během nich použila IRA pokročilejší taktiku šíření dezinformací. Pravděpodobně proto, aby se vyhnula detekčním mechanismům platforem sociálních médií, IRA kooptovala aktivisty pracující pro ghanskou nevládní organizaci zaměřenou na lidská práva, aby se zaměřila na černošské komunity v USA. Dezinformační kampaně se staly více meziplatformovými, s obsahem šířeným nejen na Facebooku a Twitteru, ale také na Tumblr, Wordpress a Medium. IRA se stala rovněž odvážnější, existují důkazy, že rekrutovala americké novináře, aby psali články kritické vůči kandidátovi na amerického prezidenta Joe Bidenovi.

## Ruský institut pro strategická studia
Součástí dezinformačního působení Putina a Kremlu v průběhu předvolební kampaně v roce 2016 a 2020 byl Ruský institut pro strategická studia (RISI, RISS nebo RISY; rusky Российский институт стратегических исследований – РИСИ). George Papadopoulos poradce Donalda Trumpa v předvolební kampani se v roce 2016 několikrát setkal s Panosem Kammenosem, který měl úzké vazby na ruskou rozvědku, Vladimira Putina a kremelskou skupinu pověřenou zasahováním do voleb ve Spojených státech v roce 2016. Kammenos vytvořil Institut geopolitických studií se sídlem v Aténách, který v listopadu 2014 podepsal „memorandum o porozumění“ s bývalým důstojníkem SVR Rešetnikovem, který vedl RISI. Od roku 2009 byl RISI pod kontrolu ruského prezidenta a Rešetnikov se pravidelně scházel s Putinem. Plán pro ovlivnění prezidentských voleb v USA v roce 2016 předpokládal využití ruských zpravodajských prostředků a prostřednictvím velké dezinformační kampaně podpořit republikány a Trumpovu předvolební kampaň a narušil kampaň Hillary Clintonové; předpokládalo se, že Trump volby prohraje, pak bylo plánováno přesunout pozornost na volební podvody s cílem podkopat legitimitu volebního systému. 
Zástupcem RISI pro severní Evropu je Johan Backman, Ruskem označovaný za „ochránce lidských práv“.
Mnohé ruské dezinformační útoky, od podpory nadřazenosti bílé rasy až po zpochybňování Bidenovy duševní zdatnosti, zneužívali jak Donald Trump, tak vysocí představitelé jeho administrativy v kampani za znovuzvolení v roce 2020. Například šéf bezpečnostní služby na ministerstvu vnitřní bezpečnosti, byl instruován, „aby přestal poskytovat zpravodajské analýzy ruského vměšování a místo toho se zaměřil na aktivity Číny a Íránu." Analýzy ruského vměšování byly zatajovány. Podle některých expertů to podkopává schopnost na hrozby adekvátně reagovat. 

## Institut rozvoje internetu
Institut rozvoje internetu (rusky: Институт развития интернета, IRI) je jedna z mnoha tzv. „nezávislých neziskových organizací“ (автономная некоммерческая организация, ANO) plně kontrolovaných Kremlem.
V únoru 2024 průzkum publikovaný koalicí časopisů zahrnující VSquare, Delfi, Expressen a Paper Trail Media uvedl, že IRI obdržel v roce 2023 z rozpočtu Ruské federace financování ve výši 22 miliard rublů (přibližně 5,5 miliardy korun) na výrobu „vlasteneckých mobilních her, televizních seriálů a filmů“. Pro rok 2024 bylo IRI přiděleno 18 miliard rublů (asi 4,5 miliardy korun). IRI dostal zadání, aby každý film s premiérou před ruskými prezidentskými volbami v roce 2024 působil na emoce v rámci jednoho ze čtyř cílů: ochrana národních/kulturních/tradičních hodnot; zobrazení trvalého trendu zlepšování kvality života v Rusku; současní ruští hrdinové; nebo čtvrté téma, „jsme spolu“ pro Rusy okupovaná území. Umělci, kteří filmy a další díla tvořili, přitom tvrdili, že o tematickém zadání nevěděli. Jiná ANO má pak za úkol zajistit, aby vytvořená díla zhlédl zadaný počet diváků.
IRI vytvořila koncem roku 2022 15členné redakční oddělení, aby se snížilo riziko, že by se kulturní díla vytvořená IRI mohla odchýlit od svého „zamýšleného významu“. Martin Kragh(sv) z Centra pro východoevropská studia ve Stockholmu to přirovnal k působení politických komisařů a uvedl, že všechno připomíná sovětské metody. 

## Konzervativní média
Lev Parnas, Igor Fruman, Jurij Lucenko, John Solomon, Dmytro Firtaš a spol., Victoria Toensing a Joe diGenova byli uvedeni v interní zprávě Fox News Ukrajina, dezinformace a Trumpova administrativa: plná časová osa událostí, kterou napsal senior specialista na politické záležitosti Fox News Bryan S. Murphy a zveřejnil Marcus DiPaola,  jako nepostradatelný přehled prvků dezinformační kampaně a četných nepravd.
John „Jack“ Hanick pomáhal v roce 2015 založit Cargrad TV vlastněnou Konstantinem Malofejevem a údajně pracoval na založení podobných sítí v Řecku a Bulharsku a v letech 1996 až 2011 pracoval ve Fox News jako zakládající producent a ředitel zpravodajství; 3. února 2022 byl Hanick zatčen v Londýně za porušení sankcí proti Malofejevovi. Hanick byl první osobou obviněnou z porušení sankcí Spojených států během rusko-ukrajinské války.
Během rusko-ukrajinské války využil ruský státní televizní kanál Rossija-1 (Россия 1) rozhovory Tuckera Carlsona na Fox News k obhajobě cílů Kremlu na Ukrajině. Carlsonův rozhovor s proruským plukovníkem ve výslužbě Dougem Macgregorem byl vysílán na Rossija-1, aby demoralizoval Ukrajinu. Na Rossija-1 byl vysílán i rozhovor Carlsona s Tulsi Gabbardovou, která řekla: „Prezident Biden by mohl ukončit tuto krizi a zabránit válce s Ruskem tím, že udělá něco velmi jednoduchého: zaručí, že se Ukrajina nestane členem NATO, protože pokud by se Ukrajina stala členem NATO, postavilo by to jednotky USA a NATO přímo na prahu Ruska, což by – jak řekl Putin – podkopalo jejich národní bezpečnost." Část rozhovoru, v níž Gabbardová řekla: "Skutečnost je taková, že je vysoce, vysoce nepravděpodobné, že by se Ukrajina i tak někdy stala členem NATO," však byla z vysílání vystřižena. Kromě toho se četné klipy s Carlsonem, které obhajují cíle Kremlu, objevily na RT (dříve známá jako Russia Today).

## V Česku
Česko je spolu s ostatními evropskými zeměmi cílem ruských dezinformačních kampaní zaměřených na narušení spolupráce demokratických zemí a z toho plynoucí oslabení jejich obranyschopnosti a od roku 2022 na podkopání vojenské podpory Ukrajině ve válce proti Rusku. Vedle toho je cílem dalších kampaní zaměřených jmenovitě na Českou republiku. Dezinformace mohou ovlivnit postoje až třetiny Čechů.
První úspěšnou ruskou dezinformační kampaní v Česku byl podle BIS odpor proti výstavbě radaru v Brdech v letech 2007 až 2009. O 15 let později se mnohé opakovalo v souvislosti s dohodou o obranné spolupráci s USA. Navíc byla dohoda přirovnávána k ruské okupaci z roku 1968
Mohutnou vlnu dezinformací vyvolalo zveřejnění zjištění českých bezpečnostních služeb, že za výbuchy muničních skladů ve Vrběticích v roce 2014, při kterých zahynuli dva lidé, mohli s největší pravděpodobností dva agenti ruské vojenské rozvědky GRU – Anatolij Čepiga a Alexandr Miškin.
Vláda Andreje Babiše zmínila možnost regulovat dezinformace zákonem teprve v roce 2021, kdy už byla v demisi.
Vláda Petra Fialy vyhlásila boj proti dezinformacím za jednu ze svých priorit už při svém nástupu. V březnu 2022 jmenovala Michala Klímu zmocněncem pro boj proti nim. K 16. únoru 2023 vláda funkci zmocněnce zrušila bez náhrady a připravený ale do roka jej odvolala a připravený Akční plán pro čelení dezinformacím nerealizovala. Plán kritizovala mimo jiné Unie vydavatelů, navrhovala však jeho přepracování a vyjasnění některých detailů, nikoli jeho zrušení.
Na začátku roku 2024 se spekulovalo, že by bojem proti dezinformacím mohla být na vládní úrovni pověřena tehdejší ministryně pro vědu, výzkum a inovace Helena Langšádlová. Ke jmenování nedošlo, Helena Langšádlová však podala na konci dubna demisi, aby se podle svých slov mohla věnovat boji proti dezinformacím a strategické komunikaci.

## Proti Ukrajině
Intenzivní, systematickou, státem řízenou dezinformační kampaň proti Ukrajině vede Rusko od protiprávní anexe Krymu v roce 2014. Kampaň je zaměřena především na USA a státy Evropské unie, proti jejich podpoře svrchovanosti a územní celistvosti Ukrajiny. Ruská dezinformační kampaň vykresluje Ukrajinu jako nacistickou a podporu EU a USA jako podporu nacismu, se kterým má Rusko morální povinnost bojovat. Obdobnou rétoriku použil Sovětský svaz při invazi do Československa v roce 1968.
Ruská informační válka proti Ukrajině byla formulována ruskou vládou jako součást Gerasimovovy doktríny. Vychází z předpokladu, že barevné revoluce v bývalých sovětských státech podněcují západní vlády, a považuje tyto revoluce za hrozbu pro Rusko.
Pojem informační válka zahrnuje různé strategie, včetně kybernetické války, obvykle označované jako technická obrana proti technickým útokům ve válce. Kybernetická válka je však pouze jedním aspektem ruské informační války, která zahrnuje mimo jiné i kontrolu podmořských komunikačních kabelů, ovlivňování národních narativů, nebo zahlcování informačního prostoru ruskými roboty a trolly. Cílem je dosáhnout strategického vítězství a uplatnit reflexivní kontrolu. Různé aspekty informační války byly použity jako součást ruské dezinformační kampaně v souvislostí s invazí do Ukrajiny.
Díky účinné cenzuře je většina médií v Rusku ovládána státními institucemi nebo přímo prezidentem, což jim umožňuje prostřednictvím kremelských zpráv úspěšně ovlivňovat postoje veřejnosti k agresi vůči Ukrajině. Kreml například popírá, že jde o válku a tvrdí, že chce pouze chránit rusky mluvící obyvatele před ukrajinskými nacisty. Tento narativ ruská televize opakuje od roku 2014 a díky tomuto opakování jej vytrvale posiluje podle hesla „stokrát opakovaná lež se stává pravdou“. Podle průzkumu mezi 28. únorem a 3. březnem 2022 tuto perspektivu přijímalo 58 procent Rusů.

## Storm-1516, Ruza Flood (Doppelganger2), Storm-1679, Storm-1841 (Rybar) a Storm-1099
Po smrti Jevgenije Prigožina v roce 2023, který podporoval Institut rozvoje internetu, Microsoft identifikoval několik „trollích farem“, které podporují ruské dezinformační aktivity. Podle Microsoftu je Storm-1516 ruská dezinformační aktivita zaměřená na Ukrajinu a rusko-ukrajinskou válku. Storm-1516 je obvykle spojovaná s antiliberálním think-tankem Center for Geopolitical Expertise a často používá operace „Doppelganger“. Ruza Flood (alias Doppelganger2), Storm-1679, Storm-1841 (alias Rybar) a Storm-1099 jsou ruské dezinformační aktivity zaměřené na USA zejména v průběhu voleb v roce 2024. V Bělorusku poskytl Andrij Děrkač, který ovládá NabuLeaks, poskytl v lednu 2024 rozhovor s nepravdivými tvrzeními o Bidenovi, který byl nahrán na sociální média, aby podkopal Bidenovu podporu Ukrajině.

### Architekt ruských dezinformací
V září 2024 ministerstvo spravedlnosti Spojených států označilo Sergeje Kirijenka za osobu, která ovládá asi 30 internetových domén k šíření ruských dezinformací, včetně X Elona Muska, který byl dříve známý jako Twitter. V říjnu 2024 Wall Street Journal odhalil, že Musk byl v kontaktu s Kirijenkem a Vladimirem Putinem. Musk tvrdí, že s Putinem mluvil jen jednou, a to před válkou, což potvrdil i mluvčí ruského prezidenta Dmitrij Peskov.